# Kasteel de Fauconval
Het Kasteel de Fauconval is een groot landhuis dat zich bevindt aan de Daaleindestraat 2 te Kortessem.

## Gebouw
Het bouwwerk, dat een neoclassicistische uitstraling heeft, telt drie volledige verdiepingen plus een hoog mansardedak dat eveneens woonruimte bevat. Het is in 1860 gebouwd voor de familie Rubens-Du Vivier en kwam later, door vererving, in bezit van de familie De Bernard de Fauconval, waarnaar het vernoemd is.
Omstreeks 1900 werd het nog verbouwd, en in 1965 werd het aangekocht door de gemeente en ingericht als cultureel centrum en bibliotheek. Tijdens de Tweede Wereldoorlog werd het gebruikt tijdens de Achttiendaagse Veldtocht als commandopost van het 1ste Regiment Jagers te Paard. Bij het kasteel behoort nog een hoeve (hoeve de Fauconval), aan Daaleindestraat 4, die in 1844 al werd vernoemd.

## Park

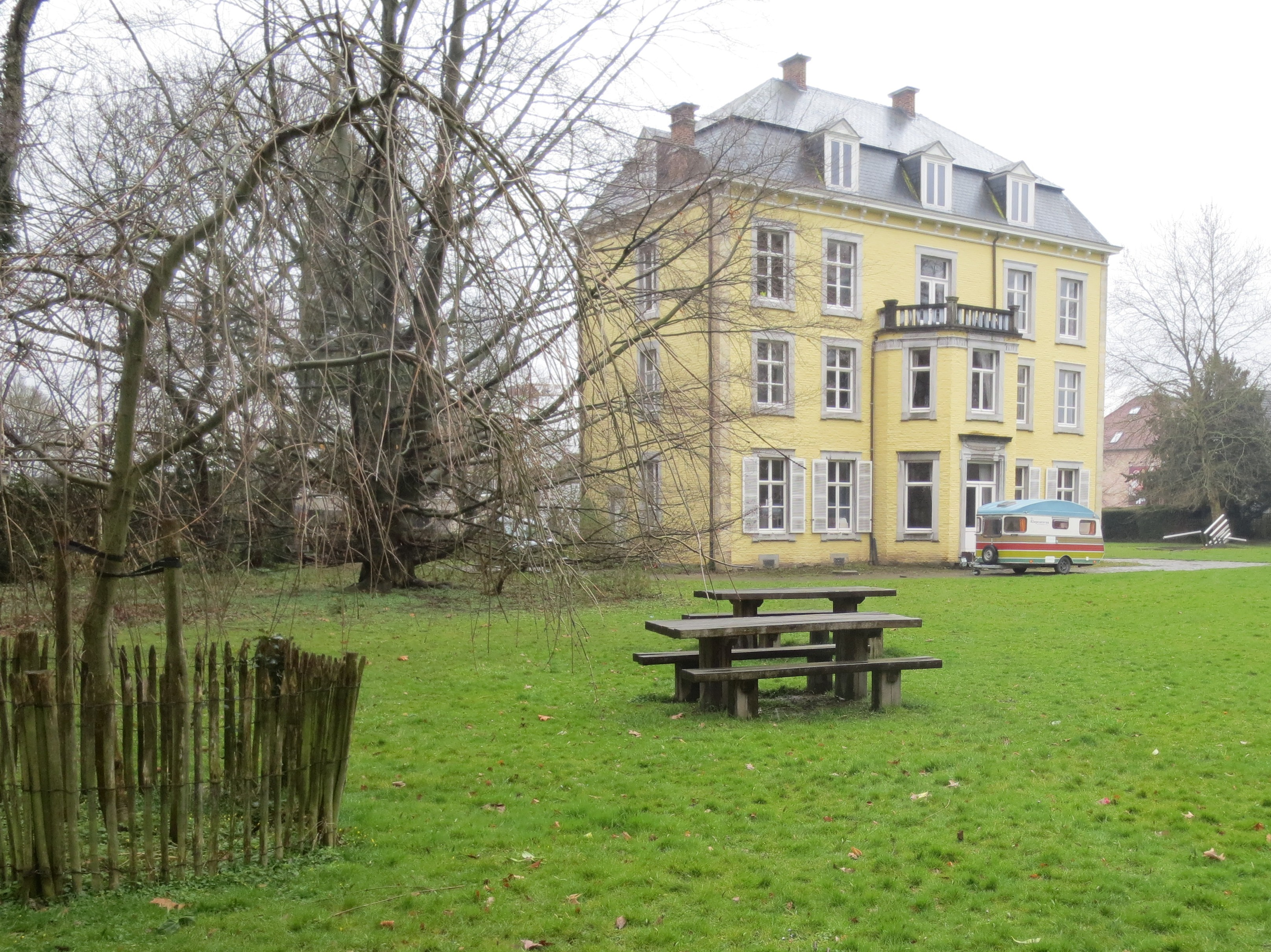
Parkzijde van Kasteel de Fauconval

Het park bestaat uit een open gazon, met daarachter een klein bos. Op het gazon vindt men enkele merkwaardige bomen, zoals een rode beuk, een blauwe ceder, een Japanse notenboom, een trompetboom en een zeer grote mammoetboom uit Californië. Twee exemplaren van de venijnboom werden illegaal gekapt. Ook vindt men in het park de neoromaanse Kapel de Fauconval, een grafkapel uit omstreeks 1900 voor de familie De Bernard de Fauconval.